# Litteraturåret 2025
Denna artikel sammanställer viktiga litterära händelser under 2025.

## Årets händelser
- 16 juni – Expressen utser 2000-talets 25 bästa svenska böcker utgivna mellan åren 2000 och 2025. Juryn bestod av 101 av Sveriges mest namnkunniga författare, kritiker och litteraturvetare.[1]

## Årets böcker

### Skönlitteratur

#### Lyrik
- Under jagande moln - Dikter 2025 av Håkan Sandell.

### Sakprosa

#### Biografi/självbiografi
- Det går så länge det går (och sen går det inte längre), Staffan Westerberg[2]
- Jag har tänkt. Filosofiska memoarer, Daniel Dennett[3]
- Göran Tunström: Försök med ett liv, författare Lars Andersson[4]
- Bo Bergman Breven till Maria 1891–1964, förord och urval av Per Wästberg[5]